# 64e division d'infanterie (France)
Pour les articles homonymes, voir 64e division d'infanterie.
La 64e division d'infanterie est une division d'infanterie de l'armée de terre française qui a participé à la Première et à la Seconde Guerre mondiale.

## Les chefs de la64edivisiond’infanterie
- mobilisation - 7 novembre 1914 : Général Hollender
- 7 septembre 1914 - 28 mai 1916 : Général Compagnon
- 28 mai 1916 - : Général Colin
- mobilisation - décembre 1939 : Général Cartier
- décembre 1939 - juillet 1940 : Général Robert de Saint-Vincent

## Première Guerre mondiale
(3 mars 2021).

### Composition
- Infanterie :

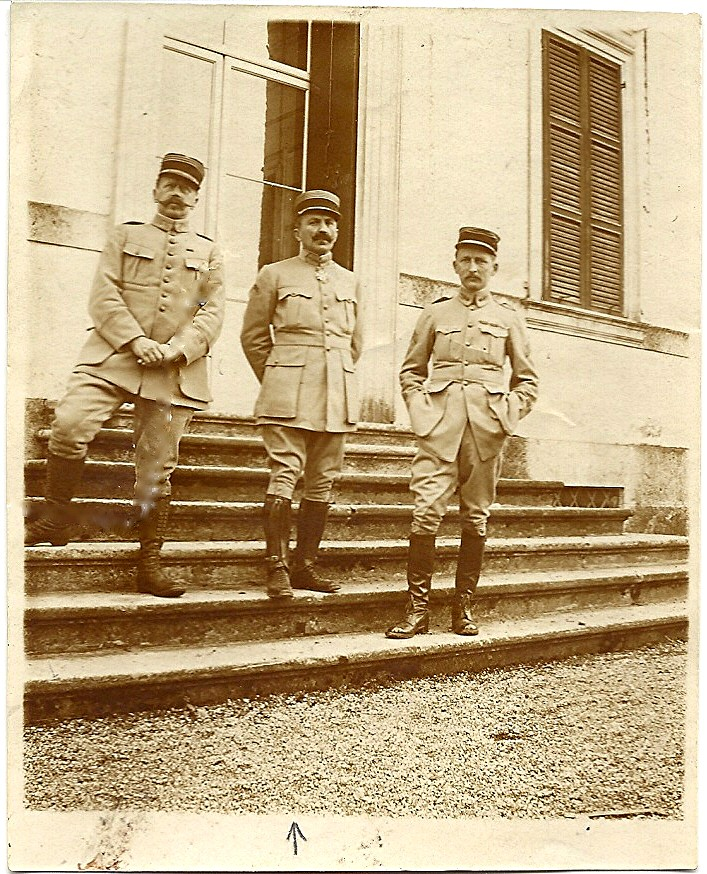
Le commandant l'infanterie de la 64e DI en 1918, le colonel de Vial (au centre).

52e bataillon de chasseurs alpins, août 1914 (transféré au groupement des Vosges)
68e bataillon de chasseurs alpins, août 1914 (transféré au groupement des Vosges)
70e bataillon de chasseurs alpins, août 1914 (transféré au groupement des Vosges)
35e régiment d'infanterie coloniale, août 1914 - juin 1915 (transféré à la 16e D.I.C.)
227e régiment d'infanterie, juin - juillet 1915
252e régiment d'infanterie, août 1914 - mars 1917 (transféré à la 157e D.I.)
261e régiment d'infanterie, juillet 1915 - novembre 1918
275e régiment d'infanterie, août 1914 - juin 1916 (dissolution)
286e régiment d'infanterie, août 1914 - juin 1916 (dissolution)
339e régiment d'infanterie, août 1914 - novembre 1918
340e régiment d'infanterie, août 1914 - novembre 1918
- Cavalerie :

2 escadrons du 13e régiment de chasseurs à cheval, août 1914 - juillet 1916
2 escadrons du 24e régiment de dragons, juillet 1916 - novembre 1918
- Artillerie :

### Historique
Mobilisée dans la 14e région.

#### 1914
- 7 - 19 août : transport par V.F. de Grenoble, vers Gap et Embrun ; couverture dans les Alpes.
- 19 - 24 août : transport par V.F. dans la région de Bayon.
- 24 - 28 août : occupation de Saffais, Belchamp ; puis à partir du 25 août offensive vers Mont-sur-Meurthe et Lamath.
- 28 août - 25 septembre : mouvement de rocade vers le nord. Engagée dans la bataille du Grand-Couronné.

5 - 13 septembre : combats dans la forêt de Champenoux. Puis occupation d'un secteur vers Sornéville.
- 25 septembre 1914 - 1er octobre 1915 : retrait du front et mouvement vers le nord de Toul. À partir du 26 septembre 1914, engagée dans la bataille de Flirey, attaques françaises dans la région de Richecourt et de Lahayville. Puis occupation d'un secteur vers Seicheprey et Richecourt.

12 octobre 1914 : extension du front à droite jusqu'au bois de Mort Mare, à l'est de Flirey.
12 - 13 décembre : combats au bois de Mort Mare.
16 février 1915 : attaque française sur le bois de Mort Mare. À partir du 12 mars, mouvement de rocade et occupation d'un nouveau secteur vers le nord de Seicheprey et de Saint-Agnant.

#### 1915
- 1er - 28 octobre : retrait du front et mouvement par V.F. en Champagne. À partir du 8 octobre, occupation d'un secteur vers la ferme de Navarin et le nord de la ferme des Wacques ; organisation et défense du terrain conquis précédemment lors de la bataille de Champagne.
- 28 octobre 1915 - 7 janvier 1916 : retrait du front et transport dans la région de Toul ; travaux dans celle de Lucey.

#### 1916
- 7 janvier - 20 mai : mouvement vers le nord et occupation d'un secteur vers Saint-Agnant et l'est de Flirey.
- 20 mai - 3 juin : retrait du front, mouvement vers Toul, puis à partir du 23 mai, vers le camp de Saffais ; instruction.
- 3 juin - 26 juillet : transport par V.F. dans la région de Bar-le-Duc, repos dans celle de Triaucourt-en-Argonne. Tous les éléments de la division sont engagés dans la bataille de Verdun, à Avocourt au Mort-Homme et à Thiaumont, le 30 juin reprise de l'ouvrage de Thiaumont.
- 26 juillet - 13 octobre : occupation d'un secteur de Chattancourt et Marre, étendu à droite le 15 août jusque vers Charny-sur-Meuse ; puis à gauche le 29 septembre jusque vers la Hayette.
- 13 -24 octobre : repos vers Vaubecourt.
- 24 octobre 1916 - 22 janvier 1917 : mouvement vers le front et occupation d'un secteur vers la cote 304 et le bois Camard.

6 - 10, 28 et 29 décembre : attaques allemandes.

#### 1917
- 22 janvier - 25 septembre : mouvement de rocade et occupation d'un secteur dans la région Avocourt et l'Aire, étendu à droite du 1er février au 9 mars, jusqu'à la lisière du bois d'Avocourt.
- 25 septembre - 27 octobre : retrait du front, transport par camions à Mailly-le-Camp ; repos et instruction au camp.
- 27 octobre - 5 novembre : mouvement par étapes vers Épernay et le 28 octobre, embarquement pour l'Italie ; débarquement le 5 novembre dans la région de Peschiera del Garda, Desenzano del Garda.
- 5 novembre - 2 décembre : rassemblement à l'ouest du lac de Garde, puis le 11 novembre mouvement vers la région de Vicence ; travaux et instruction.
- 2 décembre 1917 - 8 janvier 1918 : mouvement par étapes vers Asolo ; reconnaissance et travaux. À partir du 10 décembre, mouvement vers Bassano del Grappa ; travaux.

#### 1918
- 8 janvier - 15 février : mouvement vers le front, puis occupation d'un secteur vers le monte Tomba (it).
- 15 février - 24 mars : retrait du front, mouvement vers Malo ; repos à Merbo. À partir du 20 mars, mouvement vers Roverbella, puis Villafranca d'Asti.
- 24 mars - 6 avril : transport par V.F. dans la région de Beauvais ; travaux vers Nivillers.
- 6 avril - 6 mai : transport par camions vers Conty. Engagée dans la seconde bataille de Picardie, défense et organisation d'un secteur vers Rouvrel et Hailles.
- 6 - 22 mai : retrait du front et à partir du 9 mai, transport par V.F. de Grandvilliers vers Nancy ; repos.
- 22 mai - 9 août : occupation d'un secteur entre Clémery et le bois Le Prêtre, réduit à gauche du 29 juin au 18 juillet jusqu'à la Moselle.
- 9 - 23 août : retrait du front ; à partir du 10 août, transport par V.F. de la région de Nancy vers la région de Pont-Sainte-Maxence, puis mouvement vers Montigny-Lengrain ; repos.
- 23 août - 11 septembre : engagée dans la Seconde bataille de Noyon, combats vers Crécy-au-Mont.

30 août : mise en seconde ligne.
1er septembre : engagée sur l'Ailette, dans la poussée vers la ligne Hindenburg ; combat de Courson et progression jusqu'au nord de Vauxaillon.
- 10 - 20 septembre : retrait du front et repos vers Vic-sur-Aisne.
- 20 - 30 septembre : transport par camions vers Breteuil, Montdidier et Ham ; préparatifs d'offensive.
- 30 septembre - 6 novembre : engagée au sud de Saint-Quentin, dans la bataille de Saint-Quentin, poursuite des troupes allemandes jusqu'au canal de la Sambre à l'Oise ; puis organisation des positions conquises.

4 - 5 novembre : engagée dans la seconde bataille de Guise, franchissement du canal de la Sambre à l'Oise vers Tupigny.
- 6 -11 novembre : retrait du front ; se trouve au repos vers Rumigny lors de l'armistice.

### Rattachements
- Affectation organique :

mobilisation - août 1914 : Isolée.
août - 1er octobre 1914 : 2e groupement de divisions de réserve.
1er - 15 octobre 1915 : Corps d'Armée Provisoire Délétoille.
à partir du 15 octobre 1914 : 31e corps d'armée.
- 1re armée

16 septembre 1914 - 1er octobre 1915
29 octobre 1915 - 23 mai 1916
6 avril - 9 mai 1918
19 - 20 août 1918
21 septembre - 11 novembre 1918
- 2e armée

19 août - 16 septembre 1914
3 juin - 27 septembre 1917
- 3e armée

11 - 19 août 1918
- 4e armée

1er - 29 octobre 1915
27 septembre - 28 octobre 1917
- 5e armée

2 - 6 avril 1918
- 8e armée

9 mai - 11 août 1918
- 10e armée

28 octobre 1917 - 2 avril 1918
20 août - 21 septembre 1918
- Armée des Alpes

2 - 17 août 1914
- Détachement d'Armée de Lorraine

23 mai - 3 juin 1916
- Intérieur

17 - 19 août 1914

## Seconde Guerre mondiale
La division est mobilisée à partir du 2 septembre 1939. Elle est de type montagne, avec sections d'éclaireurs-skieurs et mulets et appartient à la catégorie des unités de réserve B, c'est-à-dire non aptes au combat dès la mobilisation. Elle fait partie de l'armée des Alpes pendant toute la durée de la guerre et participera à la bataille des Alpes en juin 1940. Elle est dissoute le 10 juillet 1940. 

### Composition
En mai-juin 1940 :
- 55e groupe de reconnaissance de division d'infanterie (55e GRDI)[1]
- 299e régiment d'infanterie alpine (299e RIA)[1]
- 45e demi brigade de chasseurs alpins (45e DBCA)[1]
  - 87e bataillon de chasseurs alpins[1]
  - 93e bataillon de chasseurs alpins[1]
  - 107e bataillon de chasseurs alpins[1]
- 47e demi brigade de chasseurs alpins (47e DBCA)[1]
  - 86e bataillon de chasseurs alpins[1]
    - 5e compagnie de pionniers[1]

  - 91e bataillon de chasseurs alpins[1]
  - 95e bataillon de chasseurs alpins
- 58e régiment d'artillerie divisionnaire (58e RAD, de septembre à novembre 1939[1]
- 258e régiment d'artillerie lourde divisionnaire (58e RALD, de septembre à novembre 1939[1]
- 93e régiment d'artillerie de montagne (93e RAM), à partir de novembre 1939[1]
  - 10e batterie divisionnaire anti-chars (10e BDAC), à partir de décembre 1939[1]
- 293e régiment d'artillerie lourde divisionnaire (293e RALD), à partir de novembre 1939[1]